# إستر فيكتوريا إبراهام
إستر فيكتوريا إبراهام هي متسابقة ملكة الجمال وممثلة هندية (وحملت سابقاً جنسية الراج البريطاني)، ولدت في 30 ديسمبر 1916 في الهند، وتوفيت بنفس المكان في 6 أغسطس 2006.

## وصلات خارجية
- إستر فيكتوريا إبراهام على موقع IMDb (الإنجليزية)